# Danh sách cầu thủ tham dự Giải vô địch bóng đá nữ U-20 thế giới 2014
Dưới đây là danh sách cầu thủ tham dự Giải vô địch bóng đá nữ U-20 thế giới 2014 được tổ chức tại Canada. Mỗi đội được phép đăng ký 21 người, và phải chốt danh sách lên FIFA.

## Bảng A

### Canada
Huấn luyện viên:  Andrew Olivieri

| Số | VT | Cầu thủ               | Ngày sinh (tuổi)           | Trận | Bàn | Câu lạc bộ                 |
| -- | -- | --------------------- | -------------------------- | ---- | --- | -------------------------- |
| 1  | TM | Kailen Sheridan       | 16 tháng 7, 1995 (19 tuổi) | 4    | 0   | Clemson Tigers             |
| 2  | HV | Sura Yekka            | 4 tháng 1, 1997 (17 tuổi)  | 4    | 0   | Brams United               |
| 3  | HV | Kinley McNicoll (c)   | 17 tháng 4, 1994 (20 tuổi) | 4    | 0   | Wisconsin Badgers          |
| 4  | HV | Kylie Davis           | 22 tháng 7, 1994 (20 tuổi) | 3    | 0   | Memphis Tigers             |
| 5  | HV | Kadeisha Buchanan     | 5 tháng 11, 1995 (18 tuổi) | 4    | 0   | West Virginia Mountaineers |
| 6  | HV | Rebecca Quinn         | 11 tháng 8, 1995 (18 tuổi) | 4    | 0   | Duke Blue Devils           |
| 7  | TV | Ashley Campbell       | 6 tháng 4, 1994 (20 tuổi)  | 4    | 0   | Dayton Flyers              |
| 8  | TV | Jessie Fleming        | 11 tháng 3, 1998 (16 tuổi) | 3    | 0   | London NorWest SC          |
| 9  | TĐ | Nichelle Prince       | 19 tháng 2, 1995 (19 tuổi) | 4    | 1   | Ohio State Buckeyes        |
| 10 | TV | Ashley Lawrence       | 11 tháng 6, 1995 (19 tuổi) | 4    | 0   | West Virginia Mountaineers |
| 11 | TĐ | Janine Beckie         | 20 tháng 8, 1994 (19 tuổi) | 4    | 2   | Texas Tech Red Raiders     |
| 12 | HV | Victoria Pickett      | 12 tháng 8, 1996 (17 tuổi) | 3    | 0   | Glen Shields               |
| 13 | HV | Lindsay Agnew         | 31 tháng 3, 1995 (19 tuổi) | 1    | 0   | Ohio State Buckeyes        |
| 14 | TV | Vanessa Grégoire      | 4 tháng 6, 1996 (18 tuổi)  | 0    | 0   | Princeton Tigers           |
| 15 | HV | Jordane Carvery       | 2 tháng 9, 1996 (17 tuổi)  | 0    | 0   | LSU Tigers                 |
| 16 | TV | Sarah Kinzner         | 28 tháng 8, 1997 (16 tuổi) | 0    | 0   | Calgary Foothills          |
| 17 | TĐ | Amandine Pierre-Louis | 18 tháng 2, 1995 (19 tuổi) | 2    | 0   | West Virginia Mountaineers |
| 18 | TM | Marie-Joëlle Vandal   | 10 tháng 9, 1995 (18 tuổi) | 0    | 0   | CS Lanaudiere              |
| 19 | TĐ | Valérie Sanderson     | 16 tháng 3, 1995 (19 tuổi) | 4    | 1   | Memphis Tigers             |
| 20 | TV | Emma Fletcher         | 4 tháng 2, 1995 (19 tuổi)  | 4    | 0   | LSU Tigers                 |
| 21 | TM | Rylee Foster          | 13 tháng 8, 1998 (15 tuổi) | 0    | 0   | Woodbridge School          |

### Ghana
Huấn luyện viên:  Bashir Hayford
| Số | VT | Cầu thủ              | Ngày sinh (tuổi)            | Trận | Bàn | Câu lạc bộ        |
| -- | -- | -------------------- | --------------------------- | ---- | --- | ----------------- |
| 1  | TM | Beatrice Nketia      | 14 tháng 2, 1995 (19 tuổi)  |      |     | Hasaacas L.F.C    |
| 2  | HV | Rebecca Asante       | 16 tháng 10, 1994 (19 tuổi) |      |     | Reformers L.F.C   |
| 3  | HV | Grace Adams (c)      | 2 tháng 11, 1995 (18 tuổi)  |      |     | Reformers L.F.C   |
| 4  | HV | Cynthia Yiadom       | 25 tháng 12, 1994 (19 tuổi) |      |     | Fabulous L.F.C    |
| 5  | TĐ | Veronica Appiah      | 28 tháng 6, 1997 (17 tuổi)  |      |     | Hasaacas L.F.C    |
| 6  | HV | Ellen Coleman        | 11 tháng 12, 1995 (18 tuổi) |      |     | Lady Strikers     |
| 7  | TĐ | Sherifatu Wasila     | 30 tháng 11, 1996 (17 tuổi) |      |     | Lepo Stars L.F.C  |
| 8  | TĐ | Wasila Diwura-Soale  | 1 tháng 9, 1996 (17 tuổi)   |      |     | Hasaacas L.F.C    |
| 9  | TĐ | Alice Danso          | 25 tháng 12, 1994 (19 tuổi) |      |     | Police L.F.C      |
| 10 | TV | Alice Kusi           | 12 tháng 1, 1995 (19 tuổi)  |      |     | Fabulous L.F.C    |
| 11 | TĐ | Alberta Asante       | 19 tháng 12, 1994 (19 tuổi) |      |     | La Ladies         |
| 12 | TĐ | Christiana Boateng   | 6 tháng 9, 1998 (15 tuổi)   |      |     | Inter Royal L.F.C |
| 13 | TV | Jennifer Cudjoe      | 7 tháng 3, 1994 (20 tuổi)   |      |     | Basaacas L.F.C    |
| 14 | TV | Priscilla Okyere     | 6 tháng 6, 1995 (19 tuổi)   |      |     | Fabulous L.F.C    |
| 15 | HV | Faustina Ampah       | 30 tháng 11, 1996 (17 tuổi) |      |     | Blessed Ladies    |
| 16 | TM | Victoria Agyei       | 15 tháng 5, 1996 (18 tuổi)  |      |     | Fabulous L.F.C    |
| 17 | HV | Edem Atovor          | 10 tháng 4, 1994 (20 tuổi)  |      |     | Lady Strikers     |
| 18 | TV | Rasheda Abdul-Rahman | 28 tháng 11, 1996 (17 tuổi) |      |     | Lepo Stars L.F.C  |
| 19 | HV | Rita Darko           | 25 tháng 2, 1996 (18 tuổi)  |      |     | GT Mawena Ladies  |
| 20 | TV | Fatima Alhassan      | 13 tháng 8, 1996 (17 tuổi)  |      |     | Hasaacas L.F.C    |
| 21 | TM | Rose Baah            | 15 tháng 8, 1999 (14 tuổi)  |      |     | Samara Ladies     |

### Phần Lan
Huấn luyện viên:  Marianne Miettinen 

| Số | VT | Cầu thủ               | Ngày sinh (tuổi)            | Trận | Bàn | Câu lạc bộ       |
| -- | -- | --------------------- | --------------------------- | ---- | --- | ---------------- |
| 1  | TM | Vera Varis            | 20 tháng 1, 1994 (20 tuổi)  |      |     | FC Honka         |
| 2  | HV | Tia Hälinen           | 18 tháng 2, 1994 (20 tuổi)  |      |     | FC Honka         |
| 3  | HV | Emma Koivisto         | 25 tháng 9, 1994 (19 tuổi)  |      |     | FC Honka         |
| 4  | TV | Tiia Peltonen         | 8 tháng 6, 1995 (19 tuổi)   |      |     | PK-35 Vantaa     |
| 5  | HV | Katarina Naumanen     | 24 tháng 7, 1995 (19 tuổi)  |      |     | Pallokissat      |
| 6  | TV | Sini Laaksonen        | 5 tháng 3, 1996 (18 tuổi)   |      |     | TPS Turku        |
| 7  | TV | Iina Salmi            | 12 tháng 10, 1994 (19 tuổi) |      |     | HJK Helsinki     |
| 8  | TV | Emilia Iskanius (c)   | 14 tháng 4, 1994 (20 tuổi)  |      |     | Åland United     |
| 9  | TĐ | Juliette Kemppi       | 14 tháng 5, 1994 (20 tuổi)  |      |     | Åland United     |
| 10 | TV | Nora Heroum           | 20 tháng 7, 1994 (20 tuổi)  |      |     | Åland United     |
| 11 | TĐ | Adelina Engman        | 11 tháng 10, 1994 (19 tuổi) |      |     | Åland United     |
| 12 | TM | Krista Moisio         | 17 tháng 4, 1994 (20 tuổi)  |      |     | NiceFutis        |
| 13 | TĐ | Jenny Danielsson      | 30 tháng 8, 1994 (19 tuổi)  |      |     | FC Honka         |
| 14 | HV | Paula Auvinen         | 24 tháng 9, 1995 (18 tuổi)  |      |     | Pallokissat      |
| 15 | HV | Natalia Kuikka        | 1 tháng 12, 1995 (18 tuổi)  |      |     | Merilappi United |
| 16 | TV | Ria Öling             | 15 tháng 9, 1994 (19 tuổi)  |      |     | TPS Turku        |
| 17 | TĐ | Sanni Franssi         | 19 tháng 3, 1995 (19 tuổi)  |      |     | PK-35 Vantaa     |
| 18 | TV | Julia Tunturi         | 25 tháng 4, 1996 (18 tuổi)  |      |     | TPS Turku        |
| 19 | TV | Tia-Maria Jaakonsaari | 29 tháng 8, 1994 (19 tuổi)  |      |     | PK-35 Vantaa     |
| 20 | TV | Erika Winter          | 12 tháng 3, 1995 (19 tuổi)  |      |     | Pallokissat      |
| 21 | TM | Pauliina Tähtinen     | 11 tháng 4, 1995 (19 tuổi)  |      |     | Pallokissat      |

### CHDCND Triều Tiên
Huấn luyện viên:  Hwang Yong-bong 

| Số | VT | Cầu thủ            | Ngày sinh (tuổi)            | Trận | Bàn | Câu lạc bộ            |
| -- | -- | ------------------ | --------------------------- | ---- | --- | --------------------- |
| 1  | TM | Kim Chol-ok        | 25 tháng 10, 1994 (19 tuổi) |      |     | 25 tháng 4            |
| 2  | HV | Song Kyong-hui     | 23 tháng 8, 1994 (19 tuổi)  |      |     | Sobaeksu              |
| 3  | HV | Choe Sol-gyong (c) | 14 tháng 9, 1996 (17 tuổi)  |      |     | Rimyongsu             |
| 4  | HV | Choe Yong-mi       | 11 tháng 11, 1994 (19 tuổi) |      |     | Thành phố Bình Nhưỡng |
| 5  | TV | Kang Ok-gum        | 10 tháng 1, 1994 (20 tuổi)  |      |     | Amrokgang             |
| 6  | HV | Kim Hyang-mi       | 1 tháng 9, 1995 (18 tuổi)   |      |     | Kalmaegi              |
| 7  | TV | Choe Un-gyong      | 29 tháng 10, 1995 (18 tuổi) |      |     | 25 tháng 4            |
| 8  | TV | Rim Se-ok          | 13 tháng 1, 1994 (20 tuổi)  |      |     | Amrokgang             |
| 9  | TV | Ri Hyang-sim       | 23 tháng 3, 1996 (18 tuổi)  |      |     | Amrokgang             |
| 10 | TĐ | Ri Un-sim          | 20 tháng 5, 1996 (18 tuổi)  |      |     | 25 tháng 4            |
| 11 | TV | Kim Phyong-hwa     | 28 tháng 11, 1996 (17 tuổi) |      |     | Hwangryongsan         |
| 12 | HV | Jon So-yon         | 25 tháng 7, 1996 (18 tuổi)  |      |     | 25 tháng 4            |
| 13 | TV | Kim Mi-gyong       | 4 tháng 9, 1994 (19 tuổi)   |      |     | Sobaeksu              |
| 14 | HV | Ri Kum-suk         | 7 tháng 12, 1995 (18 tuổi)  |      |     | Sobaeksu              |
| 15 | TĐ | Jo Ryon-hwa        | 13 tháng 1, 1996 (18 tuổi)  |      |     | Wolmido               |
| 16 | HV | Ri Un-yong         | 1 tháng 9, 1996 (17 tuổi)   |      |     | Sobaeksu              |
| 17 | TV | Choe Un-hwa        | 9 tháng 4, 1997 (17 tuổi)   |      |     | Ponghwasan            |
| 18 | TM | Rim Yong-hwa       | 20 tháng 1, 1996 (18 tuổi)  |      |     | Sobaeksu              |
| 19 | TĐ | Ri Kyong-hyang     | 10 tháng 6, 1996 (18 tuổi)  |      |     | 25 tháng 4            |
| 20 | TĐ | Kim So-hyang       | 2 tháng 1, 1996 (18 tuổi)   |      |     | Sobaeksu              |
| 21 | TM | Jang Yong-sim      | 22 tháng 7, 1995 (19 tuổi)  |      |     | Wolmido               |

## Bảng B

### Đức
Huấn luyện viên:  Maren Meinert 
Melanie Leupolz gặp chấn thương và được thay bằng Joelle Wedemeyer.
| Số | VT | Cầu thủ               | Ngày sinh (tuổi)            | Trận | Bàn | Câu lạc bộ             |
| -- | -- | --------------------- | --------------------------- | ---- | --- | ---------------------- |
| 1  | TM | Meike Kämper          | 23 tháng 4, 1994 (20 tuổi)  |      |     | MSV Duisburg           |
| 2  | HV | Manjou Wilde          | 19 tháng 4, 1995 (19 tuổi)  |      |     | SC Freiburg            |
| 3  | HV | Felicitas Rauch       | 30 tháng 4, 1996 (18 tuổi)  |      |     | 1. FFC Turbine Potsdam |
| 4  | HV | Margarita Gidion      | 18 tháng 12, 1994 (19 tuổi) |      |     | SGS Essen              |
| 5  | HV | Franziska Jaser       | 20 tháng 1, 1996 (18 tuổi)  |      |     | NC State Wolfpack      |
| 6  | TV | Lina Magull (c)       | 15 tháng 8, 1994 (19 tuổi)  | 6    | 0   | VfL Wolfsburg          |
| 7  | TV | Kathrin Schermuly     | 15 tháng 11, 1995 (18 tuổi) |      |     | Eintracht Wetzlar      |
| 8  | HV | Rebecca Knaak         | 23 tháng 6, 1996 (18 tuổi)  |      |     | Bayer 04 Leverkusen    |
| 9  | TĐ | Pauline-Marie Bremer  | 10 tháng 4, 1996 (18 tuổi)  |      |     | 1. FFC Turbine Potsdam |
| 10 | TĐ | Linda Dallmann        | 2 tháng 9, 1994 (19 tuổi)   |      |     | SGS Essen              |
| 11 | TĐ | Theresa Panfil        | 13 tháng 11, 1995 (18 tuổi) |      |     | Bayer 04 Leverkusen    |
| 12 | TM | Merle Frohms          | 28 tháng 1, 1995 (19 tuổi)  |      |     | VfL Wolfsburg          |
| 13 | TV | Sara Däbritz          | 15 tháng 2, 1995 (19 tuổi)  |      |     | SC Freiburg            |
| 14 | HV | Marie Christin Becker | 18 tháng 5, 1995 (19 tuổi)  |      |     | Harvard Crimson        |
| 15 | HV | Wibke Meister         | 12 tháng 3, 1995 (19 tuổi)  |      |     | 1. FFC Turbine Potsdam |
| 16 | TV | Joelle Wedemeyer      | 12 tháng 8, 1996 (17 tuổi)  |      |     | VfL Wolfsburg          |
| 17 | TV | Jennifer Gaugigl      | 22 tháng 8, 1996 (17 tuổi)  |      |     | FC Bayern München      |
| 18 | TĐ | Lena Petermann        | 5 tháng 2, 1994 (20 tuổi)   |      |     | UCF Knights            |
| 19 | TV | Rieke Dieckmann       | 16 tháng 8, 1996 (17 tuổi)  |      |     | SV Meppen              |
| 20 | TĐ | Madeline Gier         | 28 tháng 4, 1996 (18 tuổi)  |      |     | SGS Essen              |
| 21 | TM | Anna Klink            | 22 tháng 3, 1995 (19 tuổi)  |      |     | Bayer 04 Leverkusen    |

### Hoa Kỳ
Huấn luyện viên:  Michelle French 

| Số | VT | Cầu thủ            | Ngày sinh (tuổi)            | Trận | Bàn | Câu lạc bộ                |
| -- | -- | ------------------ | --------------------------- | ---- | --- | ------------------------- |
| 1  | TM | Katelyn Rowland    | 16 tháng 3, 1994 (20 tuổi)  |      |     | UCLA Bruins               |
| 2  | HV | Christina Gibbons  | 30 tháng 12, 1994 (19 tuổi) |      |     | Duke Blue Devils          |
| 3  | HV | Cari Roccaro (c)   | 18 tháng 7, 1994 (20 tuổi)  |      |     | Notre Dame Fighting Irish |
| 4  | HV | Brittany Basinger  | 30 tháng 6, 1995 (19 tuổi)  |      |     | Penn State Nittany Lions  |
| 5  | TV | Rose Lavelle       | 14 tháng 5, 1995 (19 tuổi)  |      |     | Wisconsin Badgers         |
| 6  | TV | Taylor Racioppi    | 26 tháng 2, 1997 (17 tuổi)  |      |     | PDA Slammers              |
| 7  | TĐ | Savannah Jordan    | 24 tháng 1, 1995 (19 tuổi)  |      |     | Florida Gators            |
| 8  | TĐ | Summer Green       | 2 tháng 5, 1995 (19 tuổi)   |      |     | North Carolina Tar Heels  |
| 9  | TĐ | Makenzy Doniak     | 25 tháng 2, 1994 (20 tuổi)  |      |     | Virginia Cavaliers        |
| 10 | TĐ | Lindsey Horan      | 26 tháng 5, 1994 (20 tuổi)  |      |     | Paris Saint-Germain       |
| 11 | TĐ | McKenzie Meehan    | 25 tháng 12, 1994 (19 tuổi) |      |     | Boston College Eagles     |
| 12 | TV | Mallory Pugh       | 29 tháng 4, 1998 (16 tuổi)  |      |     | Real Colorado             |
| 13 | TV | Carlyn Baldwin     | 17 tháng 3, 1996 (18 tuổi)  |      |     | Tennessee Lady Volunteers |
| 14 | TV | Nickolette Driesse | 8 tháng 11, 1994 (19 tuổi)  |      |     | Florida State Seminoles   |
| 15 | TĐ | Margaret Purce     | 18 tháng 9, 1995 (18 tuổi)  |      |     | Harvard Crimson           |
| 16 | HV | Stephanie Amack    | 23 tháng 12, 1994 (19 tuổi) |      |     | Stanford Cardinal         |
| 17 | TV | Andi Sullivan      | 20 tháng 12, 1995 (18 tuổi) |      |     | Bethesda SC               |
| 18 | TM | Jane Campbell      | 17 tháng 2, 1995 (19 tuổi)  |      |     | Stanford Cardinal         |
| 19 | HV | Kaleigh Riehl      | 21 tháng 10, 1996 (17 tuổi) |      |     | Braddock Road Youth Club  |
| 20 | HV | Katie Naughton     | 15 tháng 2, 1994 (20 tuổi)  |      |     | Notre Dame Fighting Irish |
| 21 | TM | Rosemary Chandler  | 24 tháng 9, 1996 (17 tuổi)  |      |     | Penn State Nittany Lions  |

### Trung Quốc
Huấn luyện viên:  Vương Quân

| Số | VT | Cầu thủ          | Ngày sinh (tuổi)            | Trận | Bàn | Câu lạc bộ                   |
| -- | -- | ---------------- | --------------------------- | ---- | --- | ---------------------------- |
| 1  | TM | Lục Phi Phi      | 10 tháng 11, 1995 (18 tuổi) |      |     | Giang Tô Hoa Thái            |
| 2  | HV | Diêu Lăng Vi     | 5 tháng 12, 1995 (18 tuổi)  |      |     | Giang Tô Hoa Thái            |
| 3  | HV | Trung Tú Đông    | 16 tháng 11, 1994 (19 tuổi) |      |     | Quảng Đông Hải Ấn            |
| 4  | HV | Triệu Oánh Oánh  | 16 tháng 11, 1996 (17 tuổi) |      |     | Đại Liên Thực Đức            |
| 5  | HV | Lã Tư Kỳ         | 4 tháng 1, 1995 (19 tuổi)   |      |     | Câu lạc bộ Quân đội          |
| 6  | TV | Lôi Giai Tuệ     | 22 tháng 9, 1995 (18 tuổi)  |      |     | Thép Hà Nam                  |
| 7  | TV | Lưu Diễm Thu     | 31 tháng 12, 1995 (18 tuổi) |      |     | Đại học Vũ Hán               |
| 8  | TV | Đổng Giai Bảo    | 21 tháng 11, 1996 (17 tuổi) |      |     | Thép Hà Nam                  |
| 9  | TĐ | Trương Thần      | 11 tháng 10, 1995 (18 tuổi) |      |     | Bắc Kinh Bát Hỷ              |
| 10 | TV | Đường Giai Lệ    | 16 tháng 3, 1995 (19 tuổi)  |      |     | Nữ Thượng Hải                |
| 11 | TV | Trương Trúc      | 20 tháng 5, 1996 (18 tuổi)  |      |     | Bắc Kinh Bát Hỷ              |
| 12 | HV | Lý Hướng         | 2 tháng 5, 1994 (20 tuổi)   |      |     | Trường Xuân Hoa Tín          |
| 13 | HV | Lý Mộng Văn      | 28 tháng 3, 1995 (19 tuổi)  |      |     | Giang Tô Hoa Thái            |
| 14 | TV | Đàm Như Ân       | 17 tháng 7, 1994 (20 tuổi)  |      |     | Quảng Đông                   |
| 15 | TV | Thi Thiên Luân   | 8 tháng 6, 1996 (18 tuổi)   |      |     | Nữ Thượng Hải                |
| 16 | TV | Triệu Hâm Địch   | 8 tháng 1, 1995 (19 tuổi)   |      |     | Giang Tô Hoa Thái            |
| 17 | TV | Châu Bội Yến (c) | 17 tháng 1, 1994 (20 tuổi)  |      |     | Nữ Thượng Hải                |
| 18 | TĐ | Vương Sương      | 23 tháng 1, 1995 (19 tuổi)  |      |     | Đại học Vũ Hán               |
| 19 | TĐ | Tiêu Dụ Nghi     | 10 tháng 1, 1996 (18 tuổi)  |      |     | Nữ Thượng Hải                |
| 20 | TM | Lý Mộng Vũ       | 6 tháng 6, 1995 (19 tuổi)   |      |     | Thép Hà Nam                  |
| 21 | TM | Nan Yang         | 16 tháng 8, 1995 (18 tuổi)  |      |     | Triết Giang Hàng Châu Tây Tử |

### Brasil
Huấn luyện viên:  Dorival Bueno

| Số | VT | Cầu thủ        | Ngày sinh (tuổi)            | Trận | Bàn | Câu lạc bộ          |
| -- | -- | -------------- | --------------------------- | ---- | --- | ------------------- |
| 1  | TM | Nicole         | 14 tháng 8, 1995 (18 tuổi)  |      |     | Team Chicago Brasil |
| 2  | HV | Letícia Santos | 2 tháng 12, 1994 (19 tuổi)  |      |     | São José            |
| 3  | HV | Thaynara       | 25 tháng 1, 1995 (19 tuổi)  |      |     | CR Vasco da Gama    |
| 4  | HV | Julia Bianchi  | 7 tháng 10, 1997 (16 tuổi)  |      |     | Centro Olímpico     |
| 5  | TV | Gabi           | 5 tháng 4, 1994 (20 tuổi)   |      |     | São José            |
| 6  | HV | Camila         | 10 tháng 10, 1994 (19 tuổi) |      |     | Kindermann          |
| 7  | TĐ | Duda           | 18 tháng 7, 1995 (19 tuổi)  |      |     | São Francisco       |
| 8  | TV | Djenifer       | 25 tháng 6, 1995 (19 tuổi)  |      |     | Kindermann          |
| 9  | TĐ | Byanca         | 23 tháng 11, 1995 (18 tuổi) |      |     | Foz Cataratas       |
| 10 | TĐ | Andressa (c)   | 1 tháng 5, 1995 (19 tuổi)   |      |     | Kindermann          |
| 11 | TĐ | Patrícia       | 29 tháng 4, 1994 (20 tuổi)  |      |     | Foz Cataratas       |
| 12 | TM | Letícia        | 13 tháng 8, 1994 (19 tuổi)  |      |     | São José            |
| 13 | HV | Nágela         | 21 tháng 1, 1995 (19 tuổi)  |      |     | Ferroviária         |
| 14 | HV | Caroline       | 22 tháng 6, 1995 (19 tuổi)  |      |     | Unattached          |
| 15 | TV | Gabi Lira      | 16 tháng 9, 1994 (19 tuổi)  |      |     | Centro Olímpico     |
| 16 | TV | Tipa           | 28 tháng 7, 1994 (20 tuổi)  |      |     | Centro Olímpico     |
| 17 | TĐ | Nenê           | 30 tháng 4, 1994 (20 tuổi)  |      |     | Ferroviária         |
| 18 | TĐ | Carol          | 28 tháng 10, 1994 (19 tuổi) |      |     | NJCAA               |
| 19 | TĐ | Rafaela        | 23 tháng 9, 1995 (18 tuổi)  |      |     | Ferroviária         |
| 20 | TĐ | Gabrielle      | 18 tháng 7, 1995 (19 tuổi)  |      |     | Kindermann          |
| 21 | TM | Bussatto       | 4 tháng 5, 1994 (20 tuổi)   |      |     | São José            |

## Bảng C

### Anh
Huấn luyện viên:  Mo Marley 

| Số | VT | Cầu thủ              | Ngày sinh (tuổi)            | Trận | Bàn | Câu lạc bộ       |
| -- | -- | -------------------- | --------------------------- | ---- | --- | ---------------- |
| 1  | TM | Lizzie Durack        | 20 tháng 5, 1994 (20 tuổi)  |      |     | Everton          |
| 2  | HV | Martha Harris        | 19 tháng 8, 1994 (19 tuổi)  |      |     | Liverpool        |
| 3  | HV | Hannah Blundell      | 25 tháng 5, 1994 (20 tuổi)  |      |     | Chelsea          |
| 4  | TV | Sherry McCue (c)     | 16 tháng 9, 1994 (19 tuổi)  |      |     | Aston Villa      |
| 5  | HV | Aoife Mannion        | 24 tháng 9, 1995 (18 tuổi)  |      |     | Birmingham City  |
| 6  | HV | Meaghan Sargeant     | 16 tháng 3, 1994 (20 tuổi)  |      |     | Birmingham City  |
| 7  | TĐ | Nikita Parris        | 10 tháng 3, 1994 (20 tuổi)  |      |     | Everton          |
| 8  | TV | Jessica Sigsworth    | 13 tháng 10, 1994 (19 tuổi) |      |     | Doncaster Rovers |
| 9  | TĐ | Beth Mead            | 9 tháng 5, 1995 (19 tuổi)   |      |     | Sunderland       |
| 10 | TV | Katie Zelem          | 20 tháng 1, 1996 (18 tuổi)  |      |     | Liverpool        |
| 11 | TĐ | Melissa Lawley       | 28 tháng 4, 1994 (20 tuổi)  |      |     | Birmingham City  |
| 12 | HV | Paige Williams       | 10 tháng 3, 1995 (19 tuổi)  |      |     | Everton          |
| 13 | TM | Megan Walsh          | 12 tháng 11, 1994 (19 tuổi) |      |     | Everton          |
| 14 | TV | Jade Bailey          | 11 tháng 11, 1995 (18 tuổi) |      |     | Arsenal          |
| 15 | HV | Ellie Stewart        | 2 tháng 11, 1996 (17 tuổi)  |      |     | Liverpool        |
| 16 | HV | Gabrielle George     | 2 tháng 2, 1997 (17 tuổi)   |      |     | Everton          |
| 17 | TĐ | Natasha Flint        | 2 tháng 8, 1996 (18 tuổi)   |      |     | Manchester City  |
| 18 | TĐ | Jessica Carter       | 27 tháng 10, 1997 (16 tuổi) |      |     | Birmingham City  |
| 19 | TV | Abbey-Leigh Stringer | 17 tháng 5, 1995 (19 tuổi)  |      |     | Aston Villa      |
| 20 | HV | Leah Williamson      | 29 tháng 3, 1997 (17 tuổi)  |      |     | Arsenal          |
| 21 | TM | Caitlin Leach        | 16 tháng 11, 1996 (17 tuổi) |      |     | Aston Villa      |

### Hàn Quốc
Huấn luyện viên: 

| Số | VT | Cầu thủ         | Ngày sinh (tuổi)            | Trận | Bàn | Câu lạc bộ                    |
| -- | -- | --------------- | --------------------------- | ---- | --- | ----------------------------- |
| 1  | TM | Min Yuk-yeong   | 9 tháng 6, 1995 (19 tuổi)   |      |     | Đại học Nữ sinh Hanyang       |
| 2  | HV | Ahn Hye-in      | 16 tháng 10, 1995 (18 tuổi) |      |     | Uiduk University              |
| 3  | HV | Kim Du-ri       | 2 tháng 3, 1994 (20 tuổi)   |      |     | Đại học Ulsan                 |
| 4  | HV | Kim U-ri        | 2 tháng 3, 1994 (20 tuổi)   |      |     | Đại học Ulsan                 |
| 5  | HV | Lee Su-bin      | 26 tháng 12, 1994 (19 tuổi) |      |     | Đại học Nữ sinh Hanyang       |
| 6  | HV | Hong Hye-ji     | 25 tháng 8, 1996 (17 tuổi)  |      |     | Hyundai Info-Tech             |
| 7  | TĐ | Jang Sel-gi (c) | 31 tháng 5, 1994 (20 tuổi)  |      |     | Đại học Quốc gia Gangwon      |
| 8  | TV | Lee So-dam      | 12 tháng 10, 1994 (19 tuổi) |      |     | Đại học Ulsan                 |
| 9  | TV | Choe Yu-ri      | 16 tháng 9, 1994 (19 tuổi)  |      |     | Đại học Ulsan                 |
| 10 | TĐ | Lee Geum-min    | 7 tháng 4, 1994 (20 tuổi)   |      |     | Đại học Ulsan                 |
| 11 | TV | Kim In-ji       | 5 tháng 7, 1994 (20 tuổi)   |      |     | Đại học Nữ sinh Hanyang       |
| 12 | TV | Lee Na-ra       | 21 tháng 11, 1994 (19 tuổi) |      |     | Đại học Yeoju                 |
| 13 | TV | Oh Yeon-hee     | 17 tháng 7, 1994 (20 tuổi)  |      |     | Đại học Uiduk                 |
| 14 | TĐ | Jeon Hansol     | 24 tháng 1, 1995 (19 tuổi)  |      |     | Đại học Yeoju                 |
| 15 | TV | Park Ye-eun     | 17 tháng 10, 1996 (17 tuổi) |      |     | Công nghiệp Thông tin Dongsan |
| 16 | HV | Ha Eun-hye      | 27 tháng 11, 1995 (18 tuổi) |      |     | Đại học Yeoju                 |
| 17 | HV | Kim Hye-yeong   | 26 tháng 2, 1995 (19 tuổi)  |      |     | Đại học Ulsan                 |
| 18 | TM | Yoo Ga-eun      | 14 tháng 8, 1995 (18 tuổi)  |      |     | Đại học Ulsan                 |
| 19 | TĐ | Nam-gung Ye-ji  | 17 tháng 4, 1996 (18 tuổi)  |      |     | Hyundai Info-Tech             |
| 20 | TV | Kim So-yi       | 8 tháng 12, 1995 (18 tuổi)  |      |     | Đại học Nữ sinh Hanyang       |
| 21 | TM | Oh Eun-ah       | 17 tháng 1, 1994 (20 tuổi)  |      |     | Jeonbuk KSPO WFC              |

### México
Huấn luyện viên:  Christopher Cuéllar

| Số | VT | Cầu thủ              | Ngày sinh (tuổi)            | Trận | Bàn | Câu lạc bộ             |
| -- | -- | -------------------- | --------------------------- | ---- | --- | ---------------------- |
| 1  | TM | Cecilia Santiago (c) | 19 tháng 10, 1994 (19 tuổi) |      |     | FC Kansas City         |
| 2  | HV | Clarissa Robles      | 9 tháng 5, 1994 (20 tuổi)   |      |     | UC Irvine Anteaters    |
| 3  | HV | Estefanía Fuentes    | 2 tháng 8, 1994 (20 tuổi)   |      |     | ITESM Puebla           |
| 4  | HV | Paulina Solis        | 10 tháng 10, 1994 (19 tuổi) |      |     | Colegio Once Mexico    |
| 5  | HV | Mariel Gutiérrez     | 6 tháng 8, 1994 (19 tuổi)   |      |     | Andrea's Soccer        |
| 6  | TV | Karla Nieto          | 9 tháng 1, 1995 (19 tuổi)   |      |     | Galeana Morelos        |
| 7  | TĐ | Tanya Samarzich      | 28 tháng 12, 1994 (19 tuổi) |      |     | USC Trojans            |
| 8  | TV | Nancy Antonio        | 20 tháng 8, 1999 (14 tuổi)  |      |     | Macro Soccer           |
| 9  | TĐ | Luz Duarte           | 29 tháng 8, 1995 (18 tuổi)  |      |     | Lady Jaguars           |
| 10 | TĐ | Carolina Jaramillo   | 19 tháng 3, 1994 (20 tuổi)  |      |     | CD Alamos              |
| 11 | TĐ | Fabiola Ibarra       | 2 tháng 2, 1994 (20 tuổi)   |      |     | Norwalk FC             |
| 12 | TM | Emily Alvarado       | 9 tháng 6, 1998 (16 tuổi)   |      |     | Texas Rush             |
| 13 | HV | Rebeca Bernal        | 31 tháng 8, 1997 (16 tuổi)  |      |     | ITESM Monterrey        |
| 14 | HV | Greta Espinoza       | 5 tháng 6, 1995 (19 tuổi)   |      |     | Juventus               |
| 15 | HV | Mariana Cadena       | 13 tháng 2, 1995 (19 tuổi)  |      |     | ITESM Monterrey        |
| 16 | TV | Claudia Lopez        | 31 tháng 1, 1994 (20 tuổi)  |      |     | Cerritos College       |
| 17 | TV | Amanda Perez         | 31 tháng 7, 1994 (20 tuổi)  |      |     | Washington Huskies     |
| 18 | TĐ | Taylor Alvarado      | 1 tháng 3, 1995 (19 tuổi)   |      |     | Pepperdine Waves       |
| 19 | TĐ | Jenny Chiu           | 25 tháng 9, 1995 (18 tuổi)  |      |     | El Paso Galaxy         |
| 20 | HV | Jaqueline Rodriguez  | 7 tháng 9, 1996 (17 tuổi)   |      |     | Cefor Tequixquiac      |
| 21 | TM | Gabriela Paz         | 21 tháng 12, 1995 (18 tuổi) |      |     | ITESM GDL Preparatoria |

### Nigeria
Huấn luyện viên:  Peter Dedevbo

| Số | VT | Cầu thủ             | Ngày sinh (tuổi)            | Trận | Bàn | Câu lạc bộ              |
| -- | -- | ------------------- | --------------------------- | ---- | --- | ----------------------- |
| 1  | TM | Sandra Chiichii     | 10 tháng 10, 1997 (16 tuổi) |      |     | Ibom Angels             |
| 2  | HV | Ebere Okoye (c)     | 3 tháng 12, 1995 (18 tuổi)  |      |     | Nasarawa Amazons        |
| 3  | HV | Jiroro Idike        | 7 tháng 6, 1996 (18 tuổi)   |      |     | Delta Queens            |
| 4  | TV | Asisat Oshoala      | 9 tháng 10, 1994 (19 tuổi)  |      |     | Rivers Angels           |
| 5  | HV | Maryam Ibrahim      | 12 tháng 12, 1995 (18 tuổi) |      |     | Nasarawa Amazons        |
| 6  | HV | Sarah Nnodim        | 25 tháng 12, 1995 (18 tuổi) |      |     | Delta Queens            |
| 7  | TĐ | Loveth Ayila        | 6 tháng 9, 1994 (19 tuổi)   |      |     | Makwada Babes           |
| 8  | TĐ | Courtney Dike       | 3 tháng 2, 1995 (19 tuổi)   |      |     | Oklahoma State Cowgirls |
| 9  | TV | Patience Okaeme     | 21 tháng 6, 1995 (19 tuổi)  |      |     | Delta Queens            |
| 10 | TV | Halimatu Ayinde     | 16 tháng 5, 1995 (19 tuổi)  |      |     | Amazons Queens          |
| 11 | TV | Yetunde Adeboyejo   | 25 tháng 5, 1996 (18 tuổi)  |      |     | Bayelsa Queens          |
| 12 | TĐ | Uchenna Kanu        | 20 tháng 6, 1997 (17 tuổi)  |      |     | Pelican Stars FC        |
| 13 | TĐ | Yetunde Aluko       | 26 tháng 12, 1995 (18 tuổi) |      |     | Sunshine Queens         |
| 14 | TV | Osarenoma Igbinovia | 5 tháng 6, 1996 (18 tuổi)   |      |     | Inneh Queens            |
| 15 | HV | Ugo Njoku           | 27 tháng 11, 1994 (19 tuổi) |      |     | Rivers Angels           |
| 16 | TM | Ibijoke Sangonuga   | 20 tháng 12, 1994 (19 tuổi) |      |     | Inneh Queens            |
| 17 | HV | Victoria Aidelomon  | 11 tháng 12, 1995 (18 tuổi) |      |     | Pelican Stars FC        |
| 18 | HV | Gladys Abasi        | 28 tháng 12, 1995 (18 tuổi) |      |     | Ibom Angels             |
| 19 | TĐ | Chinwendu Ihezuo    | 30 tháng 4, 1997 (17 tuổi)  |      |     | Pelican Stars FC        |
| 20 | TĐ | Uchechi Sunday      | 9 tháng 9, 1994 (19 tuổi)   |      |     | Rivers Angels           |
| 21 | TM | Chiudo Ehiudo       | 19 tháng 6, 1996 (18 tuổi)  |      |     | Delta Queens            |

## Bảng D

### New Zealand
Huấn luyện viên:  Aaron McFarland 

| Số | VT | Cầu thủ             | Ngày sinh (tuổi)            | Trận | Bàn | Câu lạc bộ           |
| -- | -- | ------------------- | --------------------------- | ---- | --- | -------------------- |
| 1  | TM | Lily Alfeld         | 4 tháng 8, 1995 (19 tuổi)   |      |     | Forrest Hill Milford |
| 2  | HV | Catherine Bott      | 22 tháng 4, 1995 (19 tuổi)  |      |     | Forrest Hill Milford |
| 3  | HV | Megan Lee           | 7 tháng 2, 1995 (19 tuổi)   |      |     | Forrest Hill Milford |
| 4  | TV | Evie Millynn        | 23 tháng 11, 1994 (19 tuổi) |      |     | Eastern Suburbs AFC  |
| 5  | HV | Emily Jensen        | 22 tháng 8, 1995 (18 tuổi)  |      |     | Forrest Hill Milford |
| 6  | HV | Meikayla Moore      | 4 tháng 6, 1996 (18 tuổi)   |      |     | Coastal Spirit FC    |
| 7  | TV | Hannah Carlsen      | 25 tháng 11, 1995 (18 tuổi) |      |     | Forrest Hill Milford |
| 8  | TV | Daisy Cleverley     | 30 tháng 4, 1997 (17 tuổi)  |      |     | Forrest Hill Milford |
| 9  | TĐ | Martine Puketapu    | 16 tháng 9, 1997 (16 tuổi)  |      |     | Three Kings United   |
| 10 | TĐ | Emma Rolston        | 10 tháng 11, 1996 (17 tuổi) |      |     | Forrest Hill Milford |
| 11 | TĐ | Briar Palmer        | 1 tháng 7, 1995 (19 tuổi)   |      |     | Forrest Hill Milford |
| 12 | TĐ | Stephanie Skilton   | 27 tháng 10, 1994 (19 tuổi) |      |     | Glenfield Rovers     |
| 13 | TV | Isabella Coombes    | 5 tháng 11, 1997 (16 tuổi)  |      |     | Claudelands Rovers   |
| 14 | TV | Katie Bowen (c)     | 15 tháng 4, 1994 (20 tuổi)  |      |     | Glenfield Rovers     |
| 15 | HV | Megan Robertson     | 1 tháng 8, 1995 (19 tuổi)   |      |     | Eastern Suburbs AFC  |
| 16 | HV | Ashleigh Ward       | 18 tháng 8, 1994 (19 tuổi)  |      |     | Glenfield Rovers     |
| 17 | TĐ | Jasmine Pereira     | 20 tháng 7, 1996 (18 tuổi)  |      |     | Three Kings United   |
| 18 | TĐ | Belinda van Noorden | 24 tháng 11, 1994 (19 tuổi) |      |     | Three Kings United   |
| 19 | TĐ | Tayla O’Brien       | 6 tháng 7, 1994 (20 tuổi)   |      |     | Forrest Hill Milford |
| 20 | TM | Corina Brown        | 1 tháng 2, 1994 (20 tuổi)   |      |     | Lynn-Avon United     |
| 21 | TM | Ronisa Lipi         | 27 tháng 8, 1995 (18 tuổi)  |      |     | Waterside Karori     |

### Paraguay
Huấn luyện viên:  Julio Gómez

| Số | VT | Cầu thủ           | Ngày sinh (tuổi)            | Trận | Bàn | Câu lạc bộ                       |
| -- | -- | ----------------- | --------------------------- | ---- | --- | -------------------------------- |
| 1  | TM | Cristina Recalde  | 29 tháng 3, 1994 (20 tuổi)  |      |     | Universidad Autónoma de Asunción |
| 2  | HV | Jennifer Mora (c) | 11 tháng 11, 1996 (17 tuổi) |      |     | Cerro Porteño                    |
| 3  | HV | Laurie Cristaldo  | 4 tháng 5, 1997 (17 tuổi)   |      |     | Universidad Autónoma de Asunción |
| 4  | HV | Rosalia Godoy     | 30 tháng 6, 1995 (19 tuổi)  |      |     | Universidad Autónoma de Asunción |
| 5  | HV | Tania Riso        | 26 tháng 1, 1994 (20 tuổi)  |      |     | 12 de Octubre                    |
| 6  | TV | Soledad Garay     | 27 tháng 11, 1996 (17 tuổi) |      |     | Universidad Autónoma de Asunción |
| 7  | TV | Karen Hermosilla  | 7 tháng 8, 1995 (18 tuổi)   |      |     | Cerro Porteño                    |
| 8  | TV | Fanny Godoy       | 21 tháng 1, 1998 (16 tuổi)  |      |     | Universidad Autónoma de Asunción |
| 9  | TĐ | Mirta Pico        | 8 tháng 2, 1994 (20 tuổi)   |      |     | CS Limpeño                       |
| 10 | TĐ | Tania Espinola    | 14 tháng 10, 1996 (17 tuổi) |      |     | Universidad Autónoma de Asunción |
| 11 | TĐ | Jessica Martinez  | 14 tháng 6, 1999 (15 tuổi)  |      |     | Club Olimpia                     |
| 12 | TM | Alicia Bobadilla  | 5 tháng 6, 1994 (20 tuổi)   |      |     | CS Limpeño                       |
| 13 | HV | Belen Benitez     | 18 tháng 12, 1995 (18 tuổi) |      |     | CS Limpeño                       |
| 14 | TV | Fabiola Ayala     | 16 tháng 4, 1994 (20 tuổi)  |      |     | Club Olimpia                     |
| 15 | TĐ | Veronica Kurtz    | 1 tháng 3, 1996 (18 tuổi)   |      |     | Cerro Porteño                    |
| 16 | HV | Sady Salinas      | 27 tháng 10, 1994 (19 tuổi) |      |     | Universidad Autónoma de Asunción |
| 17 | TĐ | Silvana Romero    | 4 tháng 11, 1994 (19 tuổi)  |      |     | Club Olimpia                     |
| 18 | TV | Maribel Portillo  | 11 tháng 10, 1995 (18 tuổi) |      |     | Club Olimpia                     |
| 19 | TV | Leda Portillo     | 23 tháng 1, 1994 (20 tuổi)  |      |     | Club Olimpia                     |
| 20 | TV | Fabiola Delvalle  | 8 tháng 5, 1994 (20 tuổi)   |      |     | CS Limpeño                       |
| 21 | TM | Natasha Martínez  | 17 tháng 7, 2000 (14 tuổi)  |      |     | Club Olimpia                     |

### Pháp
Huấn luyện viên:  Gilles Eyquem 

| Số | VT | Cầu thủ                       | Ngày sinh (tuổi)            | Trận | Bàn | Câu lạc bộ           |
| -- | -- | ----------------------------- | --------------------------- | ---- | --- | -------------------- |
| 1  | TM | Romane Bruneau                | 27 tháng 8, 1996 (17 tuổi)  |      |     | Angers SCO           |
| 2  | HV | Eve Périsset                  | 14 tháng 12, 1994 (19 tuổi) |      |     | Olympique Lyonnais   |
| 3  | HV | Charlène Gorce                | 18 tháng 7, 1994 (20 tuổi)  |      |     | En Avant de Guingamp |
| 4  | HV | Aïssatou Tounkara             | 16 tháng 3, 1995 (19 tuổi)  |      |     | FCF Juvisy           |
| 5  | HV | Griedge Mbock Bathy (c)       | 26 tháng 2, 1995 (19 tuổi)  |      |     | En Avant de Guingamp |
| 6  | TV | Aminata Diallo                | 3 tháng 4, 1995 (19 tuổi)   |      |     | En Avant de Guingamp |
| 7  | TĐ | Kadidiatou Diani              | 1 tháng 4, 1995 (19 tuổi)   |      |     | FCF Juvisy           |
| 8  | TV | Sandie Toletti                | 13 tháng 7, 1995 (19 tuổi)  |      |     | Montpellier HSC      |
| 9  | TĐ | Ouleye Sarr                   | 8 tháng 10, 1995 (18 tuổi)  |      |     | Paris Saint-Germain  |
| 10 | TV | Claire Lavogez                | 18 tháng 6, 1994 (20 tuổi)  |      |     | Montpellier HSC      |
| 11 | TĐ | Lindsey Thomas                | 27 tháng 4, 1995 (19 tuổi)  |      |     | Montpellier HSC      |
| 12 | HV | Aurélie Gagnet                | 30 tháng 12, 1994 (19 tuổi) |      |     | Kansas Jayhawks      |
| 13 | HV | Marine Dafeur                 | 20 tháng 10, 1994 (19 tuổi) |      |     | En Avant de Guingamp |
| 14 | HV | Charlotte Saint Sans Levacher | 20 tháng 5, 1995 (19 tuổi)  |      |     | Arras FCF            |
| 15 | TV | Margaux Bueno                 | 29 tháng 12, 1995 (18 tuổi) |      |     | En Avant de Guingamp |
| 16 | TM | Solène Durand                 | 20 tháng 11, 1994 (19 tuổi) |      |     | Montpellier HSC      |
| 17 | TĐ | Faustine Robert               | 18 tháng 5, 1994 (20 tuổi)  |      |     | Montpellier HSC      |
| 18 | TĐ | Clarisse Le Bihan             | 14 tháng 12, 1994 (19 tuổi) |      |     | En Avant de Guingamp |
| 19 | TĐ | Mylaine Tarrieu               | 3 tháng 1, 1995 (19 tuổi)   |      |     | Olympique Lyonnais   |
| 20 | TV | Fanny Hoarau                  | 6 tháng 7, 1994 (20 tuổi)   |      |     | Rodez AF             |
| 21 | TM | Deborah Garcia                | 17 tháng 10, 1994 (19 tuổi) |      |     | Rodez AF             |

### Costa Rica
Huấn luyện viên:  Garabet Avedissian 

| Số | VT | Cầu thủ               | Ngày sinh (tuổi)            | Trận | Bàn | Câu lạc bộ              |
| -- | -- | --------------------- | --------------------------- | ---- | --- | ----------------------- |
| 1  | TM | Noelia Bermúdez       | 20 tháng 9, 1994 (19 tuổi)  |      |     | Flores Heredia          |
| 2  | HV | Yesmi Rodríguez       | 12 tháng 4, 1994 (20 tuổi)  |      |     | UD Moravia              |
| 3  | HV | Noelle Sanz           | 21 tháng 1, 1995 (19 tuổi)  |      |     | Alabama Crimson Tide    |
| 4  | TV | Viviana Chinchilla    | 21 tháng 12, 1994 (19 tuổi) |      |     | UCEM Alajuela           |
| 5  | HV | María Paula Coto      | 2 tháng 3, 1998 (16 tuổi)   |      |     | UCEM Alajuela           |
| 6  | HV | Fabiola Villalobos    | 13 tháng 3, 1998 (16 tuổi)  |      |     | Arenal Coronado         |
| 7  | TĐ | Melissa Herrera       | 10 tháng 10, 1996 (17 tuổi) |      |     | Deportivo Saprissa      |
| 8  | HV | Mariana Benavidez (c) | 26 tháng 12, 1994 (19 tuổi) |      |     | Flores Heredia          |
| 9  | TĐ | Michelle Montero      | 29 tháng 8, 1994 (19 tuổi)  |      |     | UCEM Alajuela           |
| 10 | TV | Gloriana Villalobos   | 20 tháng 8, 1999 (14 tuổi)  |      |     | Deportivo Saprissa      |
| 11 | TĐ | Katheryn Arroyo       | 13 tháng 12, 1996 (17 tuổi) |      |     | UCEM Alajuela           |
| 12 | TĐ | Kimberly Lázaro       | 19 tháng 1, 1994 (20 tuổi)  |      |     | Deportivo Saprissa      |
| 13 | TM | Mariela Vásquez       | 11 tháng 7, 1994 (20 tuổi)  |      |     | Arenal Coronado         |
| 14 | HV | Anyi Barrantes        | 25 tháng 1, 1996 (18 tuổi)  |      |     | UCEM Alajuela           |
| 15 | TV | Michelle Rodriguez    | 10 tháng 10, 1994 (19 tuổi) |      |     | UCEM Alajuela           |
| 16 | TV | Mayra Almazán         | 7 tháng 9, 1994 (19 tuổi)   |      |     | PDA Slammers            |
| 17 | TĐ | Jazmín Elizondo       | 16 tháng 12, 1994 (19 tuổi) |      |     | UD Moravia              |
| 18 | TM | María Gloria Pardo    | 7 tháng 11, 1997 (16 tuổi)  |      |     | Deportivo Saprissa      |
| 19 | TĐ | Sofía Varela          | 28 tháng 3, 1998 (16 tuổi)  |      |     | Fortuna de Desamparados |
| 20 | TĐ | Krista Chavarría      | 30 tháng 4, 1994 (20 tuổi)  |      |     | Arenal Coronado         |
| 21 | HV | María José Morales    | 22 tháng 2, 1996 (18 tuổi)  |      |     | UD Moravia              |